# Jonglör
Jonglör är en person som sysslar med jonglering som yrke eller hobby. Förknippas ofta med bollar som kastas i luften. Jönglörer var mycket populära som underhållare under medeltiden.

## Kända jonglörer
- Thomas Dietz
- W. C. Fields
- Olga Galchenko
- Vova Galchenko
- Jason Garfield
- Anthony Gatto
- Penn Jillette
- Jan Lindblad